# Tipperary
Tipperary (Irsk: Tiobraid Árann) er en irsk by i County Tipperary i provinsen Munster, i den sydvestlige del af Republikken Irland med en befolkning (inkl. opland) på 5.065 indb i 2006 (4.964 i 2002) 